# Tieflimauer
Die Tieflimauer (auch Tuiflmauer) ist ein Berg mit einer Höhe von 1820 m ü. A. im Nationalpark Gesäuse, Ennstaler Alpen. 
Sie befindet sich in der Mitte des etwa 10 km langen Höhenzugs der Buchsteingruppe, die sich zwischen dem Tamischbachturm (2035 m ü. A. bei Hieflau) im Osten und dem Plateau des Großen Buchsteins (2224 m ü. A.) im Westen erstreckt. In Richtung Osten liegt zwischen der Tieflimauer und dem Tamischbachturm die Ennstaler Hütte. In Richtung Westen setzt sich der Grat von der Tieflimauer in den Felszacken der Wolfzähne fort,  die zum Kleinen und zum Großen Buchstein überleiten.
Die Tieflimauer hat die Form einer gebogenen Mauer, die auf beiden Seiten mit Wandhöhen von etwa 250 bis 300 m steil abfällt. Ihr Name leitet sich vermutlich von Teufelsmauer ab.  

## Anstiege
Die Tieflimauer ist am besten über die Ennstaler Hütte zu erreichen, Gehzeit 1½ Stunden ab Ennstaler Hütte, Schwierigkeit I am Normalweg (von Osten).
Von der Ennstaler Hütte aus führt ein im Jahre 2002 errichteter Klettersteig durch die Südwand auf die Tieflimauer, der Teufelsteig. Die Gesamtlänge von 440 Meter weist die Schwierigkeitsgrade von A und B, an 2 Stellen C auf. Die Wegzeit beträgt rund 2½ Stunden.
Eine leichte Kletterroute führt über den Westgrat (Schwierigkeit III), andere Routen sind zum Teil sehr brüchig. 